# Печатин, Валентин Александрович
Печатин Валентин Александрович (18 марта 1920, Шилово Рязанской области — 21 февраля 2006, Санкт-Петербург) — советский живописец, маринист, Заслуженный художник РСФСР (1978), член Санкт-Петербургского Союза художников (до 1992 года — Ленинградской организации Союза художников РСФСР).

## Биография
Валентин Александрович Печатин родился 18 марта 1920 года  в Шилово,куда его отца,железнодорожника,направили по работе,вместе  с матерью.Хотя во многих справочниках, местом рождения указывается Рязань,где проживали родители. Учился в Рязанском художественном техникуме (1934—1937). Участник Великой Отечественной войны.
В 1945 году поступил на живописный факультет Ленинградского института живописи, скульптуры и архитектуры имени И. Е. Репина, занимался у Бориса Фогеля, Генриха Павловского, Семёна Абугова, Андрея Мыльникова, Виктора Орешникова. В 1951 году окончил институт по мастерской профессора В. М. Орешникова с присвоением квалификации художника живописи. Дипломная работа — картина «Великая клятва у гроба Ленина».
Участвовал в выставках с 1951 года, экспонируя свои работы вместе с произведениями ведущих мастеров изобразительного искусства Ленинграда. Член Ленинградского Союза художников с 1952 года. Писал батальные картины, портреты, пейзажи. В 1952 был приглашён в студию художников-маринистов Военно-Морского Флота. С этого момента морская тема стала главной в творчестве художника. В 1963—1987 годах Печатин возглавлял студию художников-маринистов при Центральном Военно-Морском музее в Ленинграде. Автор картин «Штурм Зимнего» (в соавторстве) (1951), «Портрет жены» (1953), «Линейный корабль „Севастополь“ на Севастопольском рейде» (1954), «После успешных стрельб» (1955), «Февральская революция в Гельсингфорсе» (1956), «За Родину» (1957), «Подвиг пяти» (1960), «Повесть о мужестве» (1961), «Портрет капитана 1 ранга Иоселиани» (1964), «Порт в Стокгольме» (1968), «Мать героя» (1975), «Подвиг подводной лодки С-13» (1976), «Катера на боевых учениях» (1979), «Туманное утро» (1993) и других.
На рубеже 80-х и 90-х годов работы Валентина Печатина в составе экспозиций произведений ленинградских художников были представлены европейским зрителям на целом ряде зарубежных выставок.
Скончался 21 февраля 2006 года в Санкт-Петербурге на 86-м году жизни. 
Произведения В. А. Печатина находятся в музеях и частных собраниях в России, Японии, Франции, Великобритании, Корее, КНР, Финляндии и других странах.

## Награды
- Заслуженный художник РСФСР (1 марта 1978 года).
- Почётный диплом Законодательного Собрания Санкт-Петербурга (15 марта 2000 года) — за заслуги в деле развития советской и российской маринистики в изобразительном искусстве и в связи с 80-летием со дня рождения[19].

## Выставки
- 1951 год (Ленинград): Выставка произведений ленинградских художников.
- 1956 год (Ленинград): Осенняя выставка произведений ленинградских художников.
- 1957 год (Ленинград): 1917—1957. Выставка произведений ленинградских художников.
- 1960 год (Ленинград): Выставка произведений ленинградских художников.
- 1961 год (Ленинград): Выставка произведений ленинградских художников открылась в залах Государственного Русского музея.
- 1964 год (Ленинград): Ленинград. Зональная выставка.
- 1968 год (Ленинград): Осенняя выставка произведений ленинградских художников.
- 1975 год (Ленинград): Наш современник. Зональная выставка произведений ленинградских художников.
- 1984 год (Ленинград): Подвигу Ленинграда посвящается. Выставка произведений ленинградских художников, посвящённая 40-летию полного освобождения Ленинграда от вражеской блокады.
- 1985 год (Ленинград): 40 лет Великой победы. Выставка произведений художников — ветеранов Великой Отечественной войны.
- Апрель 1991 года (Париж): Выставка «Русские художники».
- Декабрь 1991 года (Париж): Выставка «Русские шедевры».
- Март 1992 года (Париж): Выставка «Санкт-Петербургская школа».
- Февраль 1993 года (Брюссель): Выставка «Русские художники».
- 1997 год (Санкт-Петербург): Связь времён. 1932—1997. Художники — члены Санкт-Петербургского Союза художников России.